# Toc manual de campanes

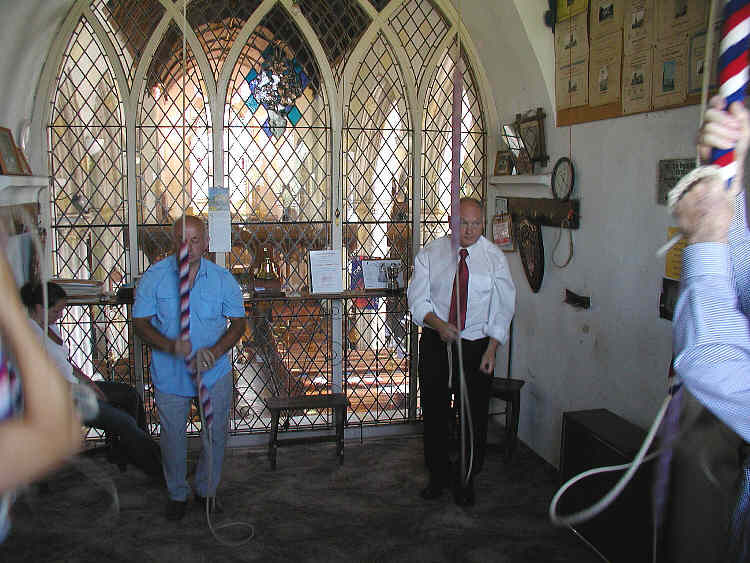
Toc manual de campanes en una església a Anglaterra

El toc manual de campanes és un mètode tradicional de tocar una campana utilitzant una corda o un mànec enganxat a la campana. Aquest mètode s'ha fet servir durant segles en esglésies, escoles i altres edificis per avisar de l'inici d'una missa o esdeveniment o per cridar l'atenció de la gent.
Consisteix a estirar la corda o el mànec per moure la campana d'una banda a l'altra, fent que soni. El campaner ha de parar molta atenció al ritme de les estirades per tal de produir un so consistent i harmoniós.
El toc manual de campanes és un art que requereix pràctica i dedicació. En alguns casos, els campaners han d'aprendre patrons complexos i seqüències d'estirades per tal de produir composicions musicals elaborades.
Malgrat l'aparició de sistemes automatitzats, moltes persones encara prefereixen el toc manual de campanes, ja que permet un major grau de control i expressió personal. En alguns llocs, encara es considera una part important del patrimoni cultural i es conserva i es transmet de generació en generació. El 2022 fou declarat Patrimoni Immaterial de la Humanitat.